# 妙見神輪
善見神輪（IAST：Sudarśana cakra），又译为妙见神轮，是印度教主神毗湿奴的法器之一，是一個擁有108個鋸齒邊緣並一直旋轉的圓盤狀武器。此法器一般由四手毗湿奴的右後手所持，而祂亦同時持有海螺、錘和蓮。

## 語源
一詞由2個梵文詞所組成。其中Su（सु）解作「善」，而darśana（दर्शन）解作「見」。

## 相关條目
- 法輪